# Луч (Мінська область)
Луч (біл. вёска Луч) — село в складі Червенського району Мінської області, Білорусь. Село підпорядковане Лядівській сільській раді, розташоване в центральній частині області.